# Amt Werneck
Das Amt Werneck war ein Amt des Hochstifts Würzburg.

## Funktion
In der Frühen Neuzeit waren Ämter eine Ebene zwischen den Gemeinden und der Landesherrschaft. Die Funktionen von Verwaltung und Rechtsprechung waren hier nicht getrennt. Dem Amt stand ein Amtmann vor, der von der Landesherrschaft eingesetzt wurde. Das Amt Werneck war gleichzeitig Zentamt, also Hochgerichtsbezirk.

## Geschichte
Zwischen 1250 und 1339 erwarb Würzburg Burg und Amt Werneck. Die Statistik des Hochstiftes Würzburg von 1699 nennt 632 Untertanen in 16 Dörfern. Als jährliche Einnahmen des Hochstiftes aus dem Amt wurden abgeführt: Schatzung: 246 Reichstaler, 10½ Batzen, Akzise und Ungeld: 333 fl und Rauchpfund: 825 Pfund.
Nach dem Übergang an Kurpfalz-Bayern 1802 wurde das Amt aufgelöst und die Orte dem Landgericht Werneck zugeordnet.

## Umfang
Am Ende des HRR umfasste das Amt folgende Orte: Werneck, Eckartshausen, Egenhausen, Ettleben, Garstadt, Geldersheim, Hergolshausen, Kützberg, Rundelshausen, Schleerieth, Schnackenwerth, Schrautenbach, Sömmersdorf, Stettbach, Vaspühl, Waigolshausen und Zeuzleben.

## Cent Werneck
Die Cent Werneck umfasste Werneck, Ettleben, Waigolshausen, Schnackenwerth, Hergolshausen, Garstadt, Egenhausen, Zeuzleben, Schraudenbach, Stettbach, Vasbühl, Eckartshausen, Rundelshausen, Schleerieth und Bergrheinfeld.
Das Zentgericht wurde vor dem Tor in Werneck und bei schlechtem Wetter im Wirtshaus gehalten. An die Hinrichtungsstätte erinnern die Flurnamen "links am Richtplatz" und "rechts am Richtplatz", etwa 600 Meter nordnordwestlich des Schlosseingangs.